# Hugo Thimig
Pour les articles homonymes, voir Thimig.
Hugo Thimig, né le 16 juin 1854 à Dresde et mort le 24 septembre 1944 à Vienne, est un acteur et réalisateur allemand, qui, bien que né en Allemagne, travailla en Autriche et fut notamment directeur du Burgtheater de Vienne.

## Biographie
Grand collectionneur de tout ce qui avait trait au théâtre, la collection d'objets et de documents d'Hugo Thimig constitue la base du Austrian Theatre Museum (en) au Palais Lobkowitz.
Hugo Thimig est le père de Helene Thimig.
En septembre 1944, âgé de 90 ans, il se suicide par overdose de Veronal. Son épouse Franziska, venait de mourir deux jours auparavant.

## Filmographie partielle
- 1925 : Célimène, la poupée de Montmartre de Mihály Kertész
- 1931 : Die grosse Liebe de Otto Preminger : le commissaire de police